# Анна Чеська
Анна Чеська (чеськ. Anna Lucemburská, англ. Anne of Bohemia; 11 травня 1366, Прага — до 3 червня 1394, Шин (нині частина Лондону)) — перша дружина англійського короля Річарда II Плантагенета.

## Життєпис
Анна Чеська була дочкою імператора Священної Римської імперії Карла IV (з династії Люксембургів) і Єлизавети Померанської. Була сестрою Вацлава IV, короля Чехії та Німеччини.
20 січня 1382 вона стала дружиною 15-річного короля Англії Річарда II в Вестмінстерському абатстві. Хоча королівська пара і не мала дітей, шлюб Анни з королем Річардом розглядався сучасниками як вдалий, біографи вказують на дуже теплі стосунки між подружжям. Анна зуміла завоювати любов простих англійців. Коли Анна померла в 1394 році під час епідемії чуми, король Річард, за повідомленням хроністів, «став диким від горя» і наказав знести палац в Шині, де померла королева, а також навколишні його будівлі.
Через те, що разом з королевою Анною в Англію приїхало багато чеських дворян у її свиті, а також в роки її життя значно збільшився приплив чеських студентів в університетах Англії, слід вказати на привнесення ними в Чехію вчення філософа-реформатора Джона Вікліфа, що зробив безсумнівний вплив на розвиток гуситського руху.

## Родина
Чоловік — Річард II Плантагенет, король Англії
Діти: не було